# Juillé (Sarthe)
Pour les articles homonymes, voir Juillé.
Juillé (Sarthe) est une commune française, située dans le département de la Sarthe en région Pays de la Loire, peuplée de 412 habitants.
La commune fait partie de la province historique du Maine, et se situe dans le Saosnois.

## Géographie
| Piacé                      | Piacé               | Vivoin |
| Saint-Christophe-du-Jambet | Juillé              | Vivoin |
| Beaumont-sur-Sarthe        | Beaumont-sur-Sarthe | Vivoin |

### Climat
Pour des articles plus généraux, voir Climat des Pays de la Loire et Climat de la Sarthe.
En 2010, le climat de la commune est de type climat océanique dégradé des plaines du Centre et du Nord, selon une étude du CNRS s'appuyant sur une série de données couvrant la période 1971-2000. En 2020, Météo-France publie une typologie des climats de la France métropolitaine dans laquelle la commune est dans une zone de transition entre le climat océanique et le climat océanique altéré et est dans la région climatique  Moyenne vallée de la Loire, caractérisée par une bonne insolation (1 850 h/an) et un été peu pluvieux. 
Pour la période 1971-2000, la température annuelle moyenne est de 11 °C, avec une amplitude thermique annuelle de 13,9 °C. Le cumul annuel moyen de précipitations est de 696 mm, avec 11,6 jours de précipitations en janvier et 7,4 jours en juillet. Pour la période 1991-2020, la température moyenne annuelle observée sur la station météorologique de Météo-France la plus proche, « Saint Germain_sapc », sur la commune de Fresnay-sur-Sarthe à 8 km à vol d'oiseau, est de 11,9 °C et le cumul annuel moyen de précipitations est de 695,6 mm,. Pour l'avenir, les paramètres climatiques de la commune estimés pour 2050 selon différents scénarios d'émission de gaz à effet de serre sont consultables sur un site dédié publié par Météo-France en novembre 2022.

## Urbanisme

### Typologie
Au 1er janvier 2024, Juillé est catégorisée commune rurale à habitat dispersé, selon la nouvelle grille communale de densité à sept niveaux définie par l'Insee en 2022.
Elle est située hors unité urbaine. Par ailleurs la commune fait partie de l'aire d'attraction du Mans, dont elle est une commune de la couronne,. Cette aire, qui regroupe 144 communes, est catégorisée dans les aires de 200 000 à moins de 700 000 habitants,.

### Occupation des sols
L'occupation des sols de la commune, telle qu'elle ressort de la base de données européenne d’occupation biophysique des sols Corine Land Cover (CLC), est marquée par l'importance des territoires agricoles (91,5 % en 2018), en diminution par rapport à 1990 (93,6 %). La répartition détaillée en 2018 est la suivante : 
terres arables (53,5 %), prairies (34,1 %), zones urbanisées (8,5 %), zones agricoles hétérogènes (3,9 %). L'évolution de l’occupation des sols de la commune et de ses infrastructures peut être observée sur les différentes représentations cartographiques du territoire : la carte de Cassini (XVIIIe siècle), la carte d'état-major (1820-1866) et les cartes ou photos aériennes de l'IGN pour la période actuelle (1950 à aujourd'hui).

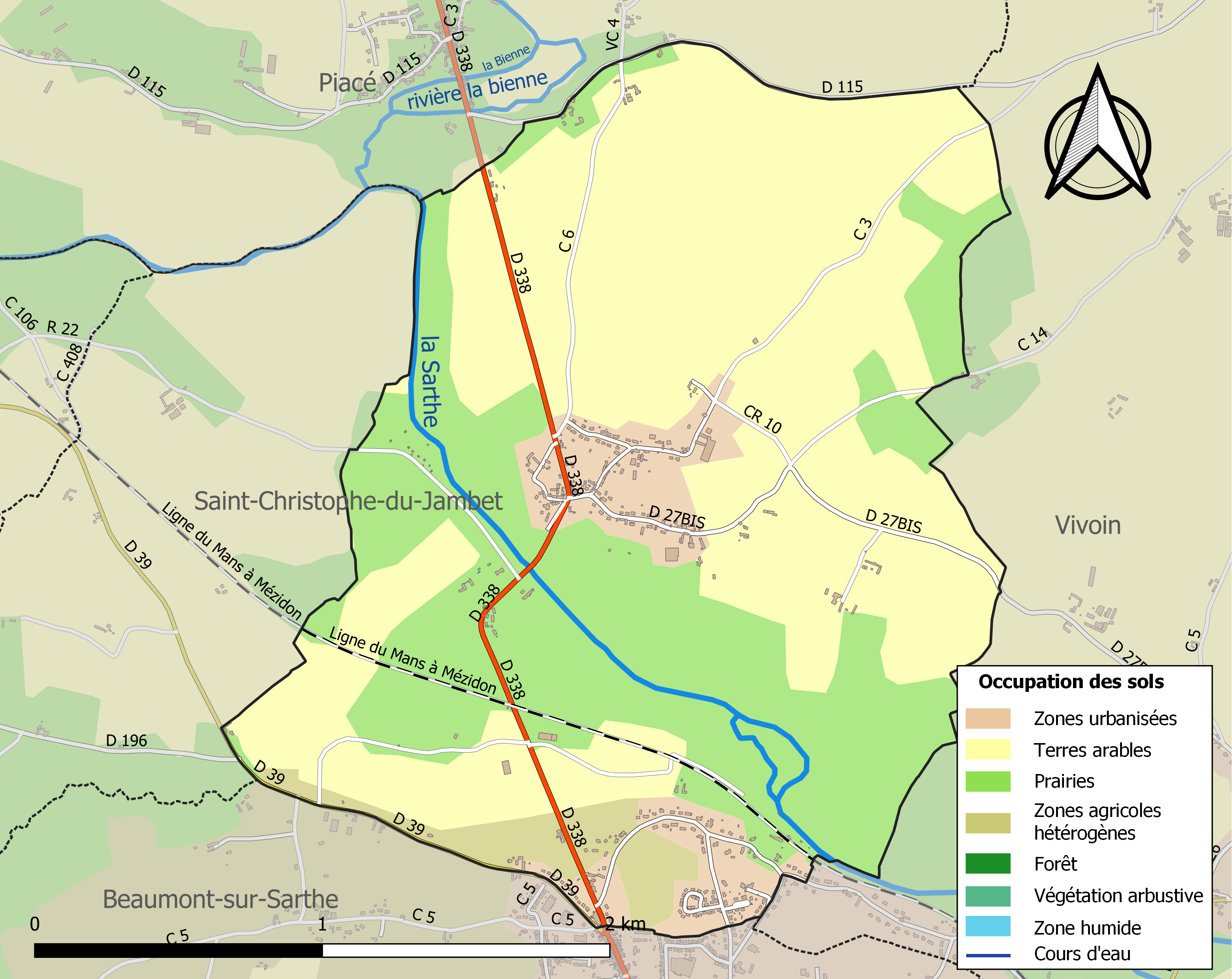
Carte des infrastructures et de l'occupation des sols de la commune en 2018 (CLC).

## Toponymie
Le toponyme est attesté sous la forme Juliacum au IXe siècle. Il serait issu de l'anthroponyme latin Julius.
Le gentilé est Juilléen.

## Politique et administration
| Période                                  | Période  | Identité              | Étiquette | Qualité           |
| ---------------------------------------- | -------- | --------------------- | --------- | ----------------- |
| juin 1995                                | mai 2020 | Jean-Édouard Lemasson | SE        | Vétérinaire       |
| mai 2020                                 | En cours | Francis Cantillon     | SE        | Chef d’entreprise |
| Les données manquantes sont à compléter. |          |                       |           |                   |

Le conseil municipal est composé de onze membres dont le maire et trois adjoints.

### Jumelages
Juillé est jumelée avec la ville de Tetford, dans le Lincolnshire, en Angleterre, depuis 1987.

## Démographie
L'évolution du nombre d'habitants est connue à travers les recensements de la population effectués dans la commune depuis 1793. Pour les communes de moins de 10 000 habitants, une enquête de recensement portant sur toute la population est réalisée tous les cinq ans, les populations de référence des années intermédiaires étant quant à elles estimées par interpolation ou extrapolation. Pour la commune, le premier recensement exhaustif entrant dans le cadre du nouveau dispositif a été réalisé en 2005.
En 2022, la commune comptait 412 habitants, en évolution de −13,08 % par rapport à 2016 (Sarthe : −0,25 %, France hors Mayotte : +2,11 %).
Juillé a compté jusqu'à 519 habitants en 1821.
| 1793 | 1800 | 1806 | 1821 | 1831 | 1836 | 1841 | 1846 | 1851 |
| ---- | ---- | ---- | ---- | ---- | ---- | ---- | ---- | ---- |
| 484  | 477  | 446  | 519  | 494  | 508  | 499  | 492  | 467  |

| 1856 | 1861 | 1866 | 1872 | 1876 | 1881 | 1886 | 1891 | 1896 |
| ---- | ---- | ---- | ---- | ---- | ---- | ---- | ---- | ---- |
| 473  | 482  | 474  | 424  | 414  | 401  | 403  | 420  | 376  |

| 1901 | 1906 | 1911 | 1921 | 1926 | 1931 | 1936 | 1946 | 1954 |
| ---- | ---- | ---- | ---- | ---- | ---- | ---- | ---- | ---- |
| 363  | 396  | 360  | 304  | 300  | 303  | 310  | 280  | 294  |

| 1962 | 1968 | 1975 | 1982 | 1990 | 1999 | 2005 | 2006 | 2010 |
| ---- | ---- | ---- | ---- | ---- | ---- | ---- | ---- | ---- |
| 325  | 301  | 302  | 359  | 431  | 458  | 451  | 446  | 472  |

| 2015 | 2020 | 2022 | - | - | - | - | - | - |
| ---- | ---- | ---- | - | - | - | - | - | - |
| 475  | 429  | 412  | - | - | - | - | - | - |

## Économie

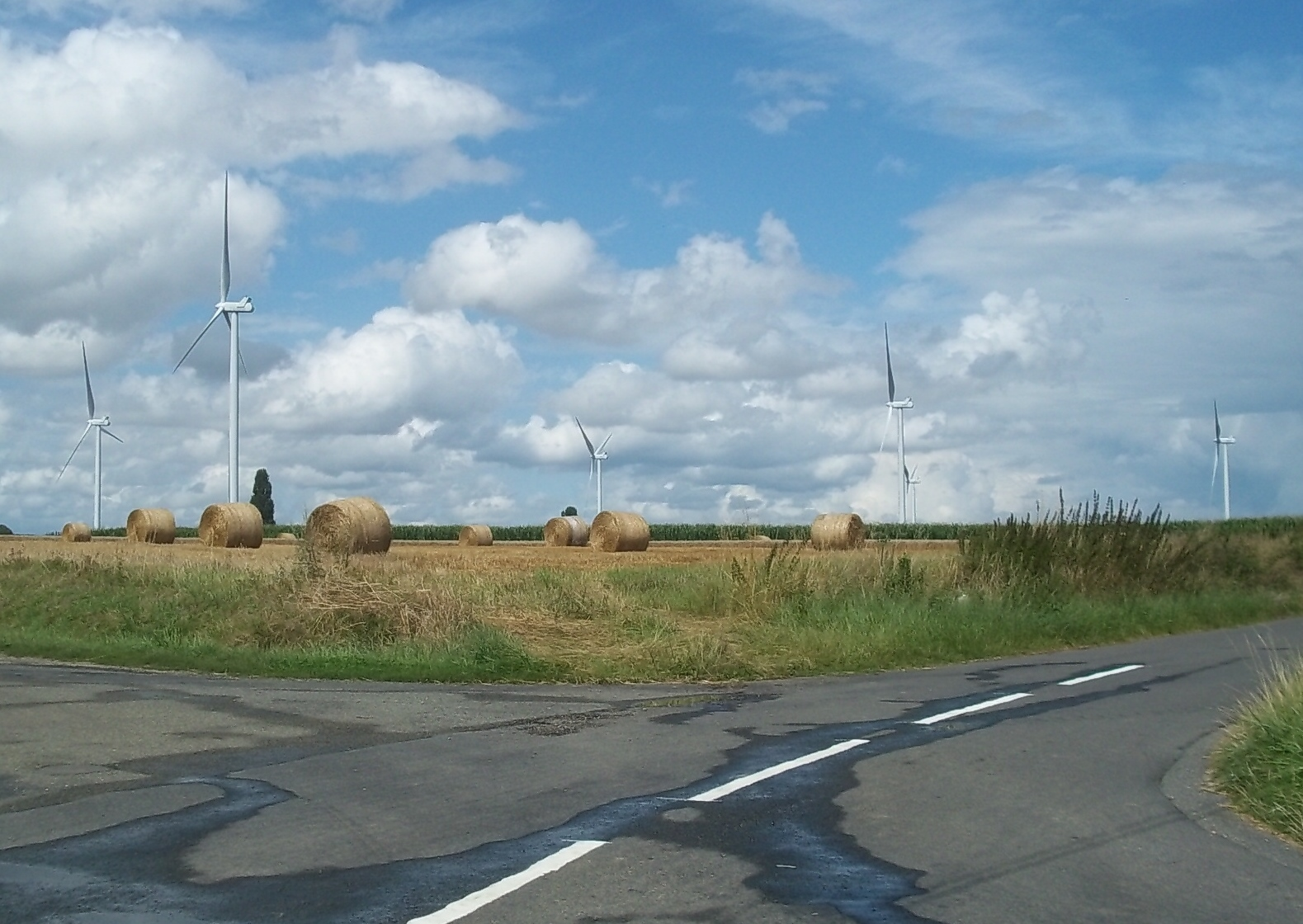
Parc éolien de Piacé, Juillé et Vivoin.

En décembre 2013 est inauguré le premier parc éolien du département construit par la coopérative des Fermiers de Loué. L'énergie produite doit fournir environ douze mille foyers,.
Les six éoliennes du parc sont réparties sur les communes de Juillé, Piacé et Vivoin.

## Culture locale et patrimoine

### Lieux et monuments
- Édifice gallo-romain heptagonal, classé au titre des Monuments historiques depuis le 8 décembre 1988[24] et faisant partie du Vieux château, inscrit au titre des monuments historiques depuis le 6 juin 2016[25]. En 2018, la Mairie y emménage après une importante restauration.La mairie dans le logis "du Guesclin"

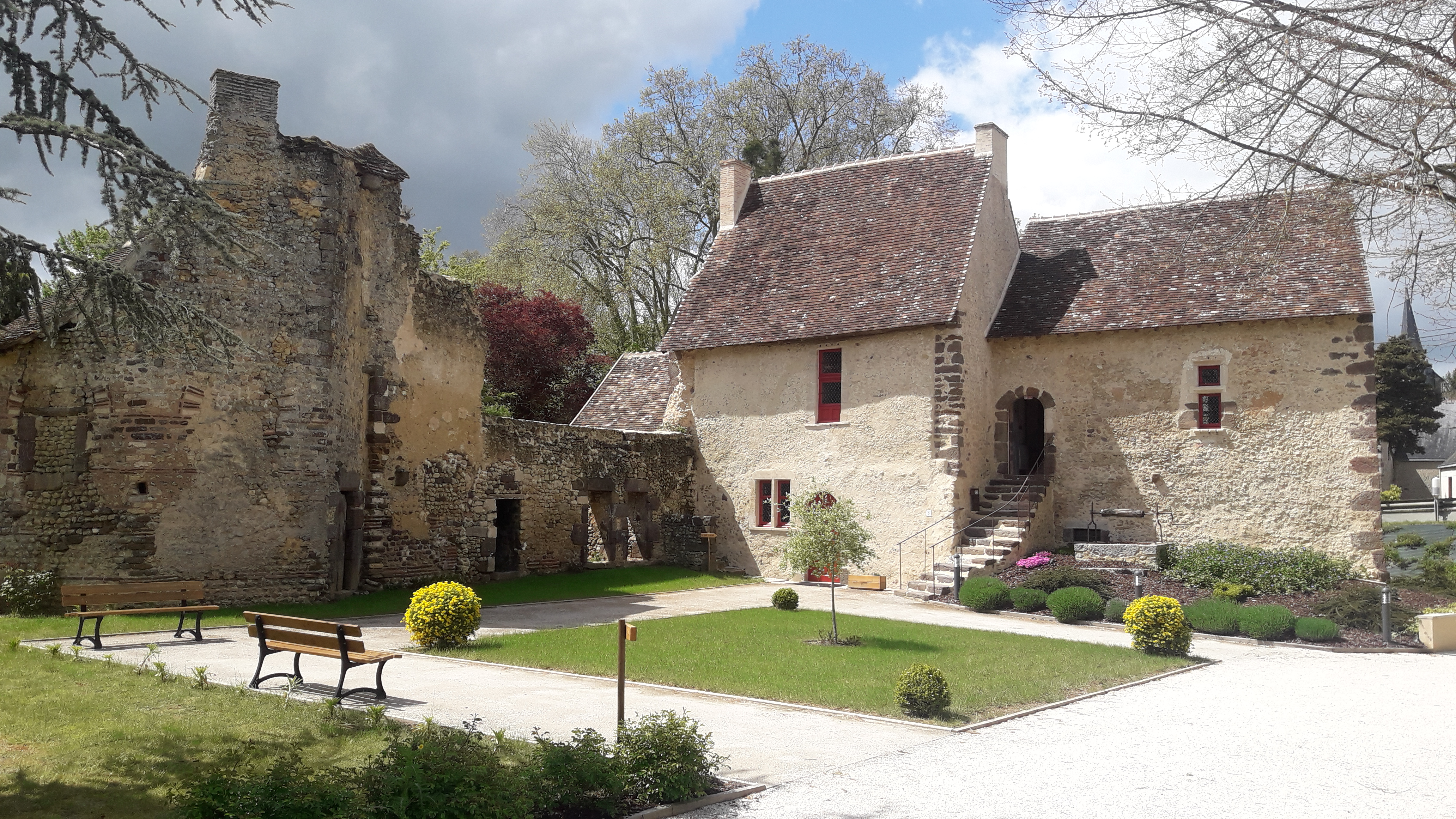
La mairie dans le logis "du Guesclin"

- Église Saint-Julien, dont des lambris de revêtement, des retables et une statue de sainte femme, œuvres du XVIIe siècle, sont classées à titre d'objets[26].

### Héraldique
| Blason de Juillé | Blason  | D'azur à la bande accompagnée de six merlettes du ordonnées en orle, le tout d'or. |
| Blason de Juillé | Détails | Armes de la famille de Juillé. Le statut officiel du blason reste à déterminer.    |